# Grivița, Vaslui
Grivița là một xã thuộc hạt Vaslui, România. Dân số thời điểm năm 2002 là 5433 người.